# Cazuangongo
Cazuangongo és una comuna d'Angola que forma part del municipi de Pango-Aluquém dins la província de Bengo.